# Val-de-Moder
Val-de-Moder è un comune francese di 5 068 abitanti situato nel dipartimento del Basso Reno nella regione del Grand Est.

## Storia
Nacque il 1º gennaio 2016 come Val de Moder dall'unione di tre comuni preesistenti: Pfaffenhoffen (capoluogo comunale), La Walck ed Uberach. Il 1º gennaio 2019 fu esteso al comune di Ringeldorf ed il proprio nome modificato in Val-de-Moder.

## Società

### Evoluzione demografica
Template:Demografia/Val-de-Moder